# Diana Ariton
Diana Ariton, född 1 januari 1998 i Bukarest i Rumänien, är en volleybollspelare (center).
Hon har spelat med landslaget i EM och European Volleyball League. På klubbnivå har hon spelat för olika klubbar i Rumänien.